# 화이트스테이션 (미시시피주)
화이트 스테이션(White Station)는 미국 미시시피주에 있는 도시다. 블루스 음악가인 하울링 울프가 여기서 태어났다.